# Makkaronische Dichtung
Makkaronische Dichtung (von lateinisch macaronicus, italienisch macaronico, maccheronico), im Frühneuhochdeutschen auch Nudelverse (bei Johann Fischart nuttelverse) genannt, ist Dichtung komischer oder burlesker Stilrichtung, die zur Erzielung eines komischen oder parodistischen Effektes zwei Sprachen vermischt, indem sie die Morphologie und Syntax der einen Sprache, meist des Lateinischen oder einer sonstigen Sprache sozialer Distinktion, auf den Wortschatz einer anderen Sprache (Volkssprache oder Dialekt) überträgt. 
Im weiteren Sinne versteht man unter Makkaronik auch – unabhängig von der Stilrichtung – allgemein Werke der Dichtkunst, in der zwei Sprachen miteinander verwoben sind, indem sie sich passagenweise untereinander abwechseln.

## Geschichte
Sprachmischung dieser Art begegnet bereits im Mittelalter als komisches Stilmittel, etwa zur Charakterisierung der Ausdrucksweise von Scholaren, Juristen und Medizinern, wobei dann deren Sprache aus der Sicht des Renaissance-Humanismus als unbeholfenes Küchenlatein, aus der Sicht der Volkssprache dagegen als gestelztes und auf die Täuschung einfacher Leute gerichtetes Bemühen um den Anschein von Professionalität und Gelehrsamkeit erscheinen soll. In der italienischen Renaissance, die den Begriff eingeführt hat (Tifi Odasi, † 1492, Macharonea), wird anfangs von Autoren aus Padua und Umgebung, dann auch aus weiteren oberitalienischen Regionen makkaronische Dichtung zu einer literarischen Kunstform entwickelt. Hauptvertreter war der Benediktiner Teofilo Folengo (1491–1544), der als Basissprache seines Opus macaronicum (1. Fassung 1517, vierte und letzte postum 1552 erschienen) ein literarisch hochkultiviertes Latein mit Wörtern aus der italienischen Literatursprache und aus seinem venetischen Dialekt relexifizierte.
Die italienischen Vertreter (besonders Folengo) wirkten auf ganz Europa ein. In Deutschland war Johann Fischart einer der ersten, der, beeinflusst von François Rabelais, kleinere Proben makkaronischer „Nuttelverse“ vorlegte. Ein herausragendes Werk deutsch-lateinischer makkaronischer Dichtung, zugleich ein Glanzstück frühneuzeitlicher Parodie der Gattung antiker Epik, war dann die Floïa (ungefähr: „Flohiade, Flohepos“), die ein unbekannter niederdeutscher Autor 1593 unter dem Pseudonym Gripholdus Knickknackius veröffentlichte und die bald in verschiedenen nieder- und hochdeutschen Ausgaben kursierte.
Das 16. und 17. Jahrhundert war die Blütezeit makkaronischen Dichtens. Das Gros der makkaronischen Texte entstand in dieser Zeit im deutschen Sprachraum, wo Deutsch nicht nur mit Latein, sondern auch mit Französisch oder im Baltikum mit Estnisch (Jacob Johann Malm, 1796–1862) kombiniert wurde.
Im 19. Jahrhundert lebte die Tradition vor allem in Verballhornungen des Lateinischen in der Studentensprache weiter. Ausläufer gibt es bis in die Gegenwart hinein, z. B. Harry C. Schnurs Carmen heroico-macaronicum (1969), ein lateinisch-deutsches Hochzeitslied. In jüngerer Zeit ist besonders die Entlehnung englischer Wörter mit deutscher Flexion („ein tougher Typ“, „eine Datei vollständig gedownloadet“ oder „downgeloadet“ haben) ein grassierendes, zuweilen als „Denglisch“ bezeichnetes umgangs- und (computer-)fachsprachliches Phänomen, das dann auch für humoristisch oder satirisch übertreibende Nachahmungen eingesetzt wird.
Auch in der volkstümlichen Poesie Chinas lassen sich insbesondere in den Epochen der Fremddynastien makkaronische Dichtungen nachweisen.

## Textbeispiele
Johann Fischart:
Caseus vnd Schinckus die machen optime trinkus
[Käse und Schinken, die machen schön durstig]
Dan Vinum saure klinglitum machet in aure
[Dann macht saurer Wein einen Klingelton im Ohr]
Aus einem anonymen Certamen studiosorum cum vigilibus nocturnis („Streit der Studenten mit den Nachtwächtern“, 1689):
Bursa Studentorum cum tempore finstere noctis
Cum Cytharis Gigisque gaßatim lauffen et Harpffis
Inque steinis hawen, thuot feir ausspringen ab ipsis.
Non aliter rabidi Vigiles quam reißende Welfi
Accurrunt celeres cum Prüglis, Penglis et Heblis,
Hisque Studiosos antasten ilico verbis:
„Ite domum, Schelmi! sonuit jam zwelfen ab uris.“
Als eine Burschenschaft Studenten zur finsteren Nachtzeit
mit Gitarren, Geigen und Harfen durch die Gassen laufen
und (mit den Degen) in die Steine hauen, springt Feuer aus von ihnen.
Wütende Nachtwächter, nicht anders als reißende Wölfe,
laufen eilends herbei mit Prügeln, Bengeln und Hebeln (d. h. Schlagwaffen),
und mit diesen rühren sie die Studenten sogleich an, unter folgenden Worten:
„Geht nach Hause, Schelme! Es schlug bereits Zwölf von den Uhren.“

## Makkaronisch im weiteren Sinn
Dem Typ nach nicht eigentlich makkaronisch, sondern nur im weiteren Sinn so zu bezeichnen ist Sprachmischung, die Wörter oder Phrasen aus einer oder mehreren fremden Sprachen einbettet, ohne zugleich deren Morphologie und Syntax an die Ziel- oder Basissprache anzupassen.
Als im weiteren Sinne „makkaronisch“ lässt sich auch in der Prosa der Redestil Martin Luthers beschreiben, wie er insbesondere in den Mitschriften seiner Tischreden zum Ausdruck kommt, in denen er unvermittelt, häufig auch mitten im Satz, zwischen Deutsch und Latein hin- und herwechselt, was hier als Ausdruck der (mündlichen) Zweisprachigkeit bei wenig elaborierter, spontaner Sprache gelten kann (in der Sprachwissenschaft bekannt als Code-Switching).
Die unter anderem durch Elvis Presley und Joe Dowell unter dem Titel Wooden Heart bekanntgewordene englische Bearbeitung des deutschen Volksliedes Muss i denn, muss i denn zum Städtele hinaus ist ein modernes Beispiel für Makkaronik im weiteren Sinne.

### Textbeispiele für Makkaronik im weiteren Sinn
Das bekannte Weihnachtslied In dulci jubilo mischt deutsche mit eingebetteten lateinischen Phrasen und reimt sie miteinander:
In dulci jubilo [In süß klingendem Jubel]
nun singet und seid froh!
Unsres Herzens Wonne
leit in praesepio [in der Krippe]
und leuchtet als die Sonne
matris in gremio [auf dem Schoß der Mutter]
Alpha es et O [Du bist Alpha und Omega]
Aus einem deutsch-tschechischen Volkslied:
Auf der grünen Wiese
sedi zajunc
und mit seinen Augen
pohližajunc.
Kdybych take Augy měl,
co by ja tež pohližel,
wie der zajunc.
Auf der grünen Wiese
sitzt ein Hase
und mit seinen Augen
schaut er.
Wenn ich solche Augen hätte,
würde ich auch so schauen
wie der Hase.
Aus einem Burgenländer kroatisch-deutschen Volkslied:
Povi mi, Rožica,
wer hot denn dos gemocht,
da ne morem zaspat
die gonze liebi Nocht?
A kad mrvu zaspim,
so tramt’s ma glei von dir,
a kad se prebudim,
du bist ja nit bei mir.
Sage mir, Röslein,
wer hat denn das gemacht,
dass ich nicht einschlafen kann
die ganze, liebe Nacht?
Und wenn ich ein bisschen einschlafe,
so träume ich gleich von dir,
und wenn ich aufwache,
so bist du ja nicht bei mir.

## Ausgaben
- Floia, Cortum versicale de Flois schwartibus, illis deiriculis, quae omnes fere Minschos, Mannos, Vveibras, Iungfras, &c. behùppere, & spitzibus suis schnaflis steckere & bitere solent. Avthore. Gripholdo Knickknackio ex Floilandia. Anno 1593. In: Hedwig Heger (Hrsg.): Spätmittelalter, Humanismus, Reformation. Texte und Zeugnisse, 2. Teilband: Blütezeit des Humanismus und Reformation (= Die deutsche Literatur, Texte und Zeugnisse, 2). C. H. Beck, München 1978, S. 491–497
- Dr. Sabellicus [d. i. Eduard Wilhelm Sabell]: Floïa. Cortum versicale de Flohis. Auctore Griffholdo Knickknackio de Floïlandia. Ein makkaronisches Gedicht vom Jahre 1593. Nach den ältesten Ausgaben revidiert, mit einer neuen Uebersetzung, einer literarhistorischen Einleitung nebst Bibliographie, sprachlichen Anmerkungen und Varianten, sowie einem makkaronischen Anhang versehen und neu herausgegeben... Henninger, Heilbronn 1879
- Fausta Garavini, Lucia Lazzerini (Hrsg.): Macaronee provenzali. Ricciardi, Milano/Napoli 1984 (kritische Edition)
- Ivano Pacagnella (Hrsg.): Le macaronee padovane: Tradizione e lingua (= Medioevo e umanesimo, Bd. 36). Antenore, Padua 1979 (kritische Edition)
- Martin Gimm (Hrsg.): Shengguan tu („Tafel der Beamtenkarriere“), eine makkaronische Volksballade aus der mittleren Qing-Zeit. In: Oriens Extremus 44, 2003/4, S. 211–252 (online)